# Kräuselung
Als Kräuselung wird der bogenförmige Verlauf textiler Fasern in der Ebene oder im Raum in Faserlängsachse bezeichnet. Die Kräuselung der Naturfaser Wolle ist die Folge ihrer bilateralen Struktur, die der Chemiefasern entsteht durch mechanisch-thermische Nachbehandlung des verstreckten Faserkabels (Stauchkräuselung), durch die besondere Struktur der Bikomponentenfasern oder durch spezielle Spinnverfahren, wie beispielsweise für Viskosefasern. Je stärker die Kräuselung ist, desto fülliger wird das Garn.
Die Faserkräuselung ist für die Verarbeitbarkeit zu Garnen (gekräuselte Fasern sind grundsätzlich besser verspinnbar), deren Zusammenhalt und Festigkeit und für den voluminösen Ausfall und damit Wärmehaltung, Griff, Knittererholung und andere der textilen Fertigwaren bedeutsam.
Die Kräuselungseigenschaften an der Einzelfaser können unterteilt werden in:
- die geometrische Kräuselstruktur
- die Kraft und Energie zur Entkräuselung der Faser
- die Kräuselungsbeständigkeit.[9]